# إيبن سومنر درابر
إيبن سومنر درابر هو شخصية أعمال وسياسي أمريكي، ولد في 17 يونيو 1858 في هوبديل في الولايات المتحدة، وتوفي في 9 أبريل 1914 في غرينفيل في الولايات المتحدة. نشط حزبياً في الحزب الجمهوري. وقد انتخب نائب حاكم ماساتشوستس ‏ (4 يناير 1906 – 7 يناير 1909) وانتخب حاكم ماساتشوستس ‏ (7 يناير 1909 – 5 يناير 1911).